# Lockheed Martin Desert Hawk
Il Force Protection Airborne Surveillance System (FPASS), anche conosciuto come Desert Hawk, è un piccolo aeromobile a pilotaggio remoto (APR) statunitense usato per la protezione del perimetro.  Il programma fu ideato dalla Electronic Systems Center e costruito dalla Skunk Works della Lockheed Martin.
Il sistema consiste nello APR stesso operante insieme ad una stazione radar a terra per il controllo del veicolo e la ricezione della telemetria (per esempio dati video). Il veicolo un'apertura alare di 52 pollici e un peso di circa 7 libbre. L'autonomia è di circa un'ora.
Il Desert Hawk è anche usato dal 32º Reggimento di Artiglieria Reale del Esercito britannico come sistema di sorveglianza tattica in Afghanistan. 
Desert Hawk verrà rimpiazzato dal più capacitabile, Desert Hawk III.